# Rudnianka
Rudnianka (biał. Руднянка) – rzeka na Białorusi, lewostronny dopływ Grzywdy.
Długość rzeki wynosi 19 km, powierzchnia dorzecza – 110 km². Źródło znajduje się 1,5 km na północny wschód od wsi Zawodny Las. Uchodzi do Grzywdy, przy wsi Lubiszczyce. Skanalizowana w górnym i środkowym biegu. Największy dopływ Szulakówka.